# Antonio Agliardi
Antonio Agliardi (Cologno al Serio, 4 september 1832 - Rome, 19 maart 1915) was een Italiaans geestelijke en kardinaal van de Rooms-Katholieke Kerk.
Agliardi werd op 22 december 1855 priester gewijd en promoveerde vervolgens in de beide rechten. Hij was van 1877 tot 1884 professor in de moraaltheologie aan het Pauselijk Athenaeum de Propaganda Fide, en werkte daarnaast als minutant bij de H. Congretatie tot Voortplanting des Geloofs.
Paus Leo XIII benoemde hem in 1884 tot titulair aartsbisschop van Caesarea in Palestina en tot apostolisch delegaat in Brits-Indië. In 1887 werd hij pro-secretaris van de H. Congregatie voor de Buitengewone Aangelegenheden van de Kerk. In 1888 werd hij apostolisch nuntius in Beieren en vijf jaar later volgde zijn benoeming in Oostenrijk-Hongarije. In 1897 benoemde keizer Frans Jozef I van Oostenrijk hem tot ridder grootkruis in de Orde van de Heilige Stefanus.
Leo XIII creëerde hem kardinaal in het consistorie van 22 juni 1896. De Santi Nereo e Achilleo werd zijn titelkerk. Hij was camerlengo van het College van Kardinalen en werd in 1899 bevorderd tot kardinaal-bisschop van het suburbicair bisdom Albano. Hij werd in 1908 kanselier van de Kanselarij van Apostolische Brieven. kardinaal Agliardi nam deel aan het conclaaf van 1903 dat leidde tot de verkiezing van paus Pius X en aan het conclaaf van 1914, waarbij paus Benedictus XV werd gekozen.
Hij stierf in Rome en werd op eigen verzoek begraven in Bergamo. Overigens werd in Rome een straat, en in Bergamo een plein naar hem genoemd.
- Bibliothèque nationale de France: cb11282946k (data)
- Gemeinsame Normdatei: 116256621
- International Standard Name Identifier: 0000 0000 6133 0047
- Library of Congress Control Number: no2019049872
- Istituto Centrale per il Catalogo Unico: SBLV186825
- SNAC: w6p012f2
- Virtual International Authority File: 56602803
- WorldCat: E39PBJg8HdrbPTXMGhp9yQYByd